# Biegi narciarskie na Zimowych Igrzyskach Olimpijskich 1968 – sztafeta kobiet
Bieg sztafetowy kobiet podczas Zimowych Igrzysk Olimpijskich 1968 w Grenoble został rozegrany 16 lutego. Wzięły w nim udział 24 zawodniczki z ośmiu krajów. Mistrzostwo olimpijskie w tej konkurencji wywalczyła reprezentacja Norwegii w składzie: Inger Aufles, Babben Enger Damon i Berit Mørdre Lammedal. 

## Wyniki
| Pozycja | Kraj                                                                 | Czas                              | Strata  |
| ------- | -------------------------------------------------------------------- | --------------------------------- | ------- |
|         | Norwegia · Inger Aufles · Babben Enger Damon · Berit Mørdre Lammedal | 57:30,0 19:08,0 19:19,5 19:02,5   | -       |
|         | Szwecja · Britt Strandberg · Toini Gustafsson · Barbro Martinsson    | 57:51,0 19:46,7 18:56,7 19:07,6   | +21,0   |
|         | ZSRR · Alewtina Kołczina · Rita Aczkina · Galina Kułakowa            | 58:13,6 19:32,8 19:31,2 19:09,6   | +43,6   |
| 4.      | Finlandia · Senja Pusula · Marjatta Muttilainen · Marjatta Kajosmaa  | 58:45,1 19:32,4 19:51,6 19:21,1   | +1:15,1 |
| 5.      | Polska · Weronika Budny · Józefa Czerniawska · Stefania Biegun       | 59:04,7 19:33,8 19:59,1 19:31,8   | +1:34,7 |
| 6.      | NRD · Renate Fischer · Gudrun Schmidt · Christine Nestler            | 59:33,9 20:01,6 19:27,3 20:05,0   | +2:03,9 |
| 7.      | RFN · Michaela Endler · Barbara Barthel · Monika Mrklas              | 1:01:49,3 20:11,4 21:14,2 20:23,7 | +4:19,3 |
| 8.      | Bułgaria · Weliczka Pandewa · Nadeżda Wasilewa · Cwetana Sotirowa    | 1:05:35,7 21:50,4 21:07,5 22:37,8 | +8:05,7 |